# Mila księżycowego światła
Mila księżycowego światła – amerykański dramat obyczajowy z 2002 roku.

## Główne role
- Jake Gyllenhaal jako Joe Nast
- Dustin Hoffman jako Ben Floss
- Susan Sarandon jako Jojo Floss
- Aleksia Landeau jako Cheryl
- Ellen Pompeo jako Bertie Knox
- Richard Messing jako Rabbi
- Holly Hunter jako Mona Camp
- Careena Melia jako Diana Floss